# A Love Supreme
A Love Supreme je jazzové hudební album, které nahrál John Coltrane Quartet v prosinci 1964. Album vydalo hudební vydavatelství Impulse! v únoru 1965. Album je všeobecné považováno za jedno z nejlepších alb John Coltrane Quartetu a za jedno z nejvlivnějších jazzových alb vůbec. Na albu je slyšet zajímavá směs hard bopu a free jazzu, který tak výrazně ovlivnil tvorbu Johna Coltrana v pozdějších letech.

## Seznam skladeb
Všechny skladby složil John Coltrane
První strana
| Č. | Datum nahrávky   | Čísla stop ve studiu | Název                     | Délka |
| -- | ---------------- | -------------------- | ------------------------- | ----- |
| 1. | 9. prosince 1964 | 90243                | Part 1: "Acknowledgement" | 7:47  |
| 2. | 9. prosince 1964 | 90244‒7              | Part 2: "Resolution"      | 7:22  |

Druhá strana
| Č. | Datum nahrávky   | Čísla stop ve studiu | Název                               | Délka |
| -- | ---------------- | -------------------- | ----------------------------------- | ----- |
| 3. | 9. prosince 1964 | 90245                | Part 3: "Pursuance"/Part 4: "Psalm" | 17:53 |

### 2002 Deluxe Edition
Disk 1
| Č. | Datum nahrávky   | Čísla stop ve studiu | Název                     | Délka |
| -- | ---------------- | -------------------- | ------------------------- | ----- |
| 1. | 9. prosince 1964 | 90243                | Part 1: "Acknowledgement" | 7:43  |
| 2. | 9. prosince 1964 | 90244‒7              | Part 2: "Resolution"      | 7:20  |
| 3. | 9. prosince 1964 | 90245                | Part 3: "Pursuance"       | 10:42 |
| 4. | 9. prosince 1964 | 90245                | Part 4: "Psalm"           | 7:05  |

Disk 2
| Č. | Datum nahrávky    | Čísla stop ve studiu | Název                              | Délka |
| -- | ----------------- | -------------------- | ---------------------------------- | ----- |
| 1. | 26. července 1965 | n/a                  | Introduction by Andre Francis      | 1:13  |
| 2. | 26. července 1965 | n/a                  | "Acknowledgement" (Live)           | 6:11  |
| 3. | 26. července 1965 | n/a                  | "Resolution" (Live)                | 11:36 |
| 4. | 26. července 1965 | n/a                  | "Pursuance" (Live)                 | 21:30 |
| 5. | 26. července 1965 | n/a                  | "Psalm" (Live)                     | 8:49  |
| 6. | 9. prosince 1964  | 90244‒4              | "Resolution" (Alternate take)      | 7:25  |
| 7. | 9. prosince 1964  | 90244‒6              | "Resolution" (Breakdown)           | 2:13  |
| 8. | 9. prosince 1964  | 90246‒1              | "Acknowledgement" (Alternate take) | 9:09  |
| 9. | 9. prosince 1964  | 90246‒2              | "Acknowledgement" (Alternate take) | 9:22  |

## Nástrojové obsazení
- John Coltrane – kapelník, text v bookletu, zpěvy a tenorsaxofon
- Jimmy Garrison – kontrabas
- Elvin Jones – bicí
- McCoy Tyner – klavír

### Další hudebníci
- Art Davis – kontrabas v alternativní verzi "Acknowledgement"
- Archie Shepp – tenorsaxofon v alternativní verzi "Acknowledgement"